# Giornata della lingua russa nelle Nazioni Unite
La giornata della lingua russa nelle Nazioni Unite è una ricorrenza istituita dal Dipartimento dell'informazione pubblica delle Nazioni Unite nel 2010 «per celebrare il multilinguismo e la diversità culturale e di promuovere la parità di utilizzo di tutte e sei le lingue ufficiali di lavoro delle Nazioni Unite in tutta l'Organizzazione».
Si celebra il 6 giugno, data scelta per celebrare il poeta Aleksandr Puškin, nato in questa data nel 1799, considerato il padre della letteratura russa moderna e colui che diede un notevole contributo alla valorizzazione della lingua russa.
La ricorrenza si celebrata nelle Nazioni Unite e in Russia per valorizzare la lingua e la cultura russa nel mondo.